# Mahaja callaina
Mahaja callaina är en insektsart som beskrevs av Young 1986. Mahaja callaina ingår i släktet Mahaja och familjen dvärgstritar. Inga underarter finns listade i Catalogue of Life.